# Poryblin

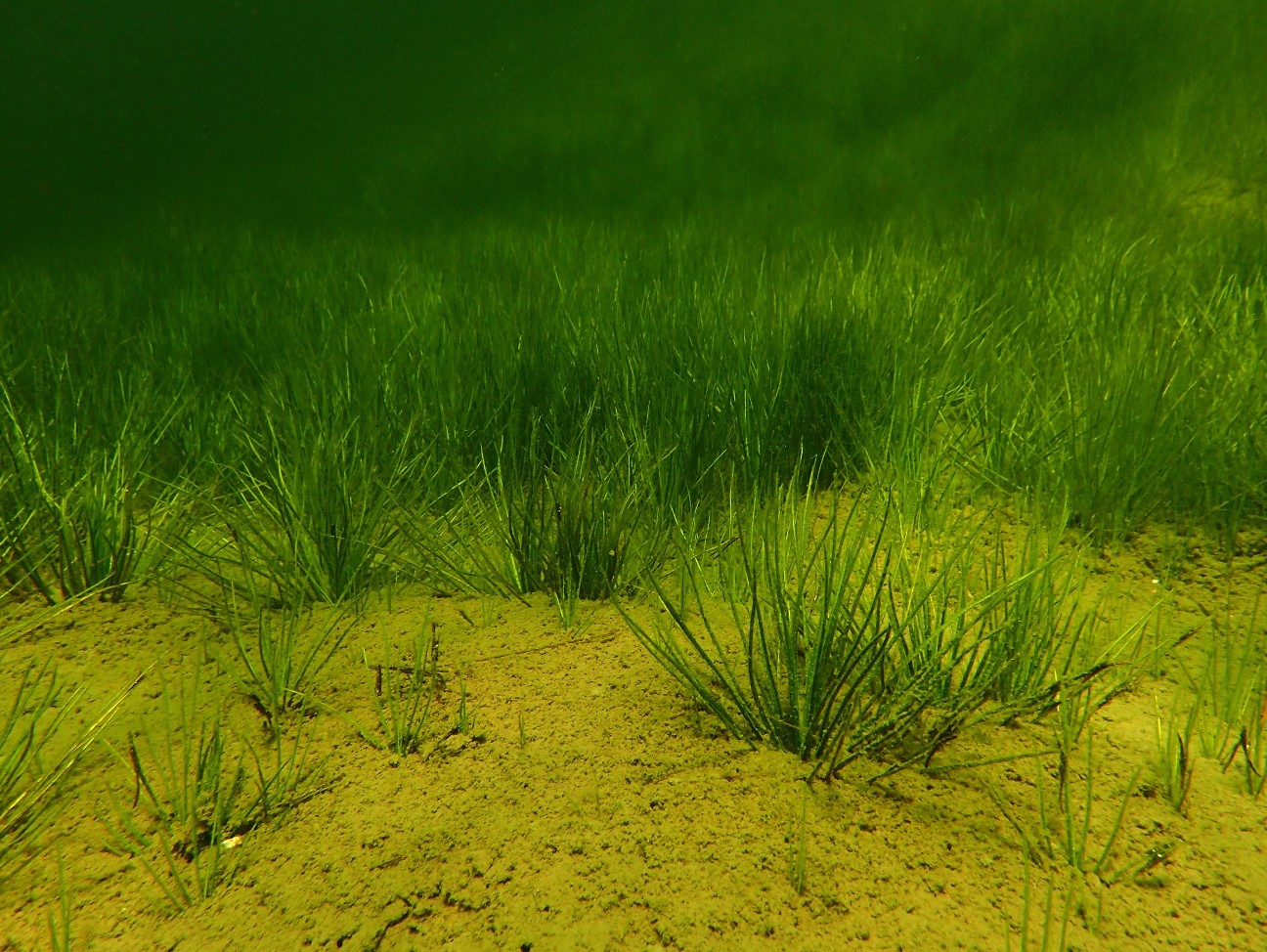
Poryblin jeziorny

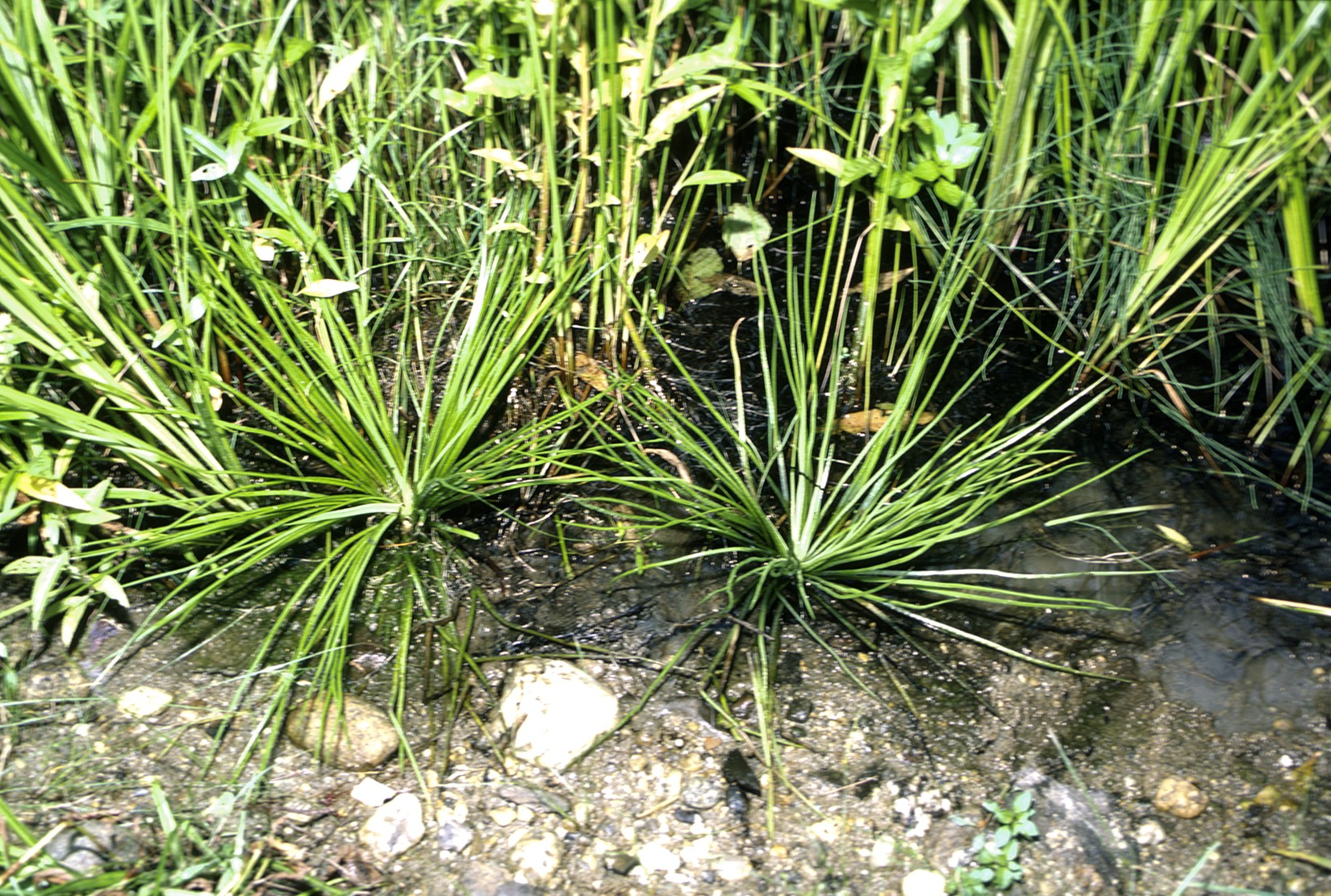
Isoetes engelmannii

Poryblin (Isoëtes L.) – rodzaj roślin należący do monotypowej rodziny poryblinowatych Isoëtaceae z klasy widłaków. Obejmuje 187, 192 lub ok. 250 gatunków. Są to rośliny niemal kosmopolityczne, brak ich tylko na wyspach w zachodniej części Pacyfiku i na Antarktydzie. W Europie występuje 11 gatunków, a do flory Polski należą dwa: poryblin jeziorny I. lacustris i kolczasty I. echinospora. Rośliny te są trudne do rozróżnienia – często dla ich identyfikacji niezbędna jest analiza mikroskopowej budowy zarodników. Poza tym tworzą liczne mieszańce, w tym alloploidy, których przykładem (jako dekaploid) jest poryblin jeziorny.
Są to rośliny wodne, wodno-lądowe, rzadko lądowe, choć wówczas też związane z miejscami wilgotnymi.
Niektóre gatunki uprawiane są jako rośliny ozdobne. W akwariach uprawiane bywają zwłaszcza znoszące temperatury powyżej 20 °C: poryblin sycylijski I. longissima, jeziorny I. lacustris i I. malinverniana. Tylko w zimnych zbiornikach utrzymać można poryblina kolczastego I. echinospora. Pękate łodygi poryblinów zawierają dużo skrobi i oleju i stanowią pożywienie dla ptaków, ryb, piżmaków i świń. Są też jadalne dla ludzi, ale pozbawione są walorów smakowych.
Nazwa rodzaju utworzona została z dwóch greckich słów ίσος isos znaczącego „równe” i ετήσ etes znaczącego „rok” w nawiązaniu do niezmiennego wyglądu w ciągu roku części zimozielonych gatunków. Znaki diakrytyczne w literze „ë” oznaczają konieczność oddzielnej wymowy sąsiadujących samogłosek „oë”.

## Morfologia

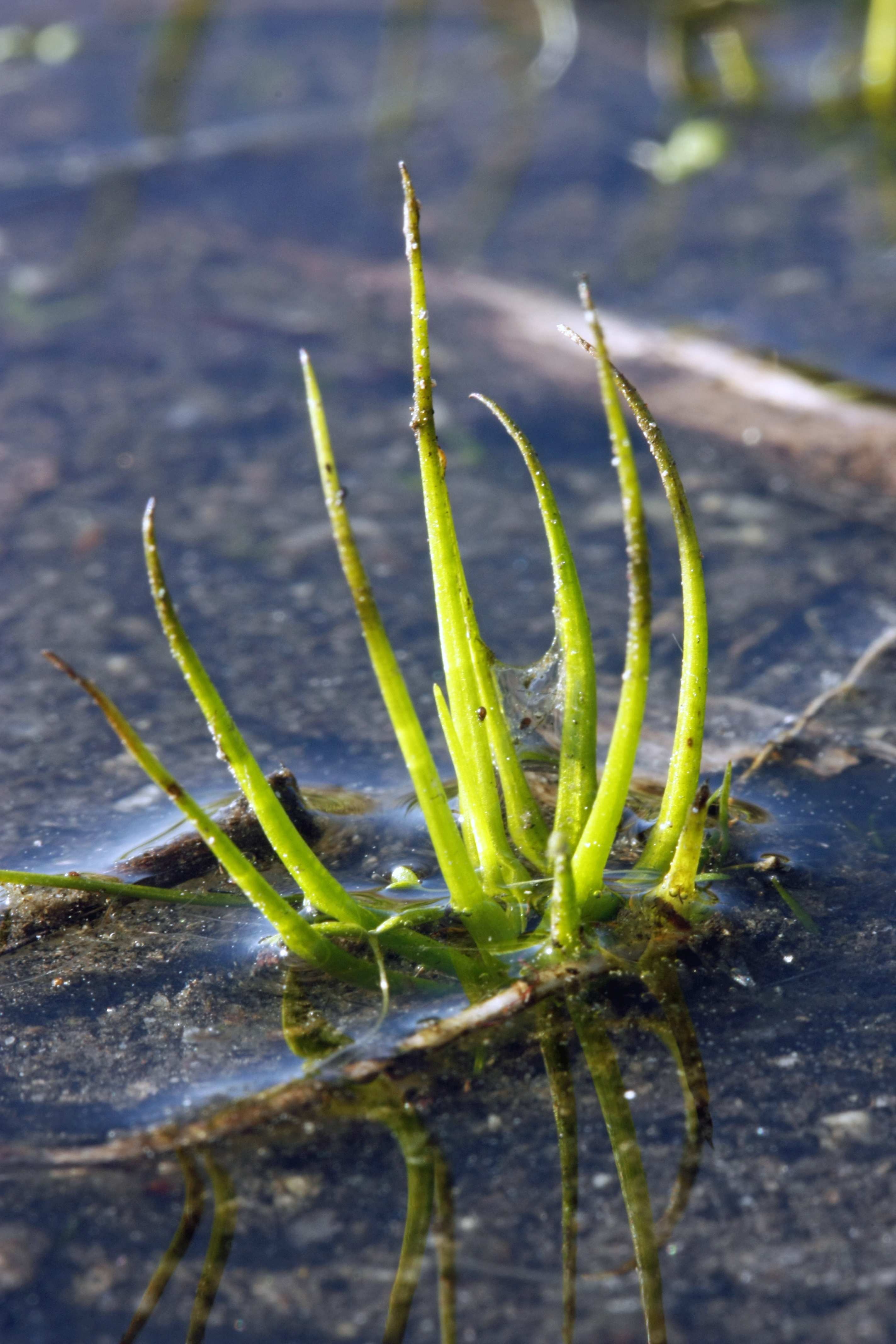
Isoetes melanospora

Pokrój sporofituNa ogół drobne rośliny rozetkowe o zagłębionej w podłożu, krótkiej i bulwiastej (do 6 cm średnicy), prosto wzniesionej łodydze (poziomo rośnie tylko u I. tegetiformans). Ze szczytu wyrasta rozeta liści. Drewniejąca, dolna część pędu podzielona jest na dwa do czterech płatów zwanych ryzoforami. Wzdłuż ich krawędzi wyrasta co roku do dwóch–trzech szeregów korzeni, które sukcesywnie spychane są ku szczytowi płatów i odpadają zastępowane przez młode korzenie. W latach 70. XIX w. postawiono hipotezę, że korzenie poryblina i niektórych kopalnych widłaków (stigmarie) są homologiczne nie z korzeniami innych widłaków, ale z ich liśćmi. Hipoteza ta zyskała popularność w ostatnich dekadach XX w., ale dane molekularne jej nie potwierdzają.
LiścieZwykle liczne, sztywne, szydłowate, osadzone spiralnie (rzadko dwurzędowo) na górnej części łodygi, skupione w rozetę. Osiągają zazwyczaj 5–10 cm wysokości, rzadko więcej (największy poryblin – I. japonica – ma liście osiągające do 1 m długości). Nasady młodych, rozwijających się liści osłaniają położoną w zagłębieniu na szczycie pędu tkankę twórczą, natomiast starsze liście bywają sukcesywnie odrzucane wraz z korą w niższej części łodygi. Wzdłuż liści przebiega pojedyncza, prosta wiązka przewodząca oraz kilka przewodów powietrznych. Nasady liści są mięsisto zgrubiałe, a po ich brzusznej (górnej) stronie znajduje się drobny języczek i leżą zarodnie (między nasadą liścia i języczkiem).
ZarodnieRozwijają się pojedynczo na brzusznej stronie nasad liści, w których są zagłębione i często osłonięte przez fałd wyrastający z krawędzi zagłębienia (tzw. velum). U niektórych gatunków tworzone są sukcesywnie przez cały rok, u innych sezonowo. Zarodnie są elipsoidalne lub kuliste i osiągają od 4 do 7 mm długości. W różnych zarodniach (sporangiach) powstają mikro- i makrospory (odpowiednio w mikrosporangiach i makrosporangiach). Zarodnie nie otwierają się i zarodniki uwalniane są wraz z odpadnięciem liścia i rozpadem ścian zarodni (rzadko następuje to przed odpadnięciem liścia).
ZarodnikiW jednej zarodni powstaje zwykle od 150 do 300 tys. mikrospor, a czasem nawet ok. miliona. Są one drobne (ok. 45 μm długości), zwykle spłaszczone z wyrostkami lub skrzydełkiem na powierzchni, zwykle też pokryte są drobnymi brodawkami. Makrospor w jednej zarodni powstaje od kilkudziesięciu do kilkuset. Są one większe, czasem osiągając niemal 1 mm długości, także wyposażone są zwykle w skrzydełko.
GametofityKiełkowanie zarodników następuje szybko po uwolnieniu z zarodni, przy czym rozwój gametofitów następuje wewnątrz ścian zarodników. W mikrosporach rozwija się kilkukomórkowa plemnia, w której powstają cztery plemniki z kilkunastoma rzęskami wyrastającymi z jednego z ich końców. Plemniki uwalniane są z plemni w wyniku rozpuszczenia ścian mikrospory i komórek ściennych plemni. W makrosporze w wyniku podziałów komórki powstają dziesiątki komórek tworzących w dolnej części przedrośle obfitujące w duże ilości substancji zapasowych. W górnej części przedrośla rozwijają się rodnie (u różnych gatunków od kilku do kilkudziesięciu), których szyjki nieznacznie wystają ponad jego powierzchnię. Nad nimi pęka ściana makrospory umożliwiając zapłodnienie komórki jajowej i rozwój zarodka. Rozwija on tzw. stopę zagłębiającą się w przedrośle i korzystającą z jego zasobów oraz komórki macierzyste pierwszego liścia i korzenia sporofitu.

## Biologia i ekologia
Porybliny rosną najczęściej na dnie jezior oligotroficznych, w czystych strumieniach, w zbiornikach krótkotrwałych i źródłach, a nieliczne gatunki lądowe zasiedlają wilgotne siedliska alpejskie i nadmorskie klify. Gatunki zasiedlające okresowo wysychające siedliska gubią liście w okresie suchym, pozostałe są zimozielone. Mimo zasiedlania takich siedlisk przeprowadzają fotosyntezę CAM typową dla kserofitów. Wiąże się to z tym, że główną asymilowaną nieorganiczną formą węgla jest dwutlenek węgla rozpuszczony w wodzie, a nie, jak w przypadku większości roślin wodnych, jony wodorowęglanowe. To z kolei jest przystosowaniem do kwaśnego odczynu wody, w którym właśnie ta forma węgla dominuje. W asymilacji dwutlenku węgla znaczną rolę mają korzenie i cecha ta zachowała się także u gatunków lądowych. W rozprzestrzenianiu ich zarodników istotną rolę prawdopodobnie odgrywają skąposzczety, a poza tym wiatr. Gatunki zanurzone wytwarzają zwykle zarodniki w wyniku aposporii. Wiele gatunków wytwarza także bulwki służące rozmnażaniu wegetatywnemu.
Ze względu na specjalizację ekologiczną wiele gatunków to endemity niewielkich obszarów. Z powodu niszczenia ich siedlisk (poprzez ich zanieczyszczanie, osuszanie, użytkowanie rolnicze) oraz konkurencji gatunków inwazyjnych liczne gatunki, a w wielu miejscach świata wszystkie występujące lokalnie porybliny należą do roślin silnie zagrożonych. Także oba gatunki rosnące w Polsce wymienione są w krajowej czerwonej liście roślin zagrożonych.

## Systematyka
Synonimy

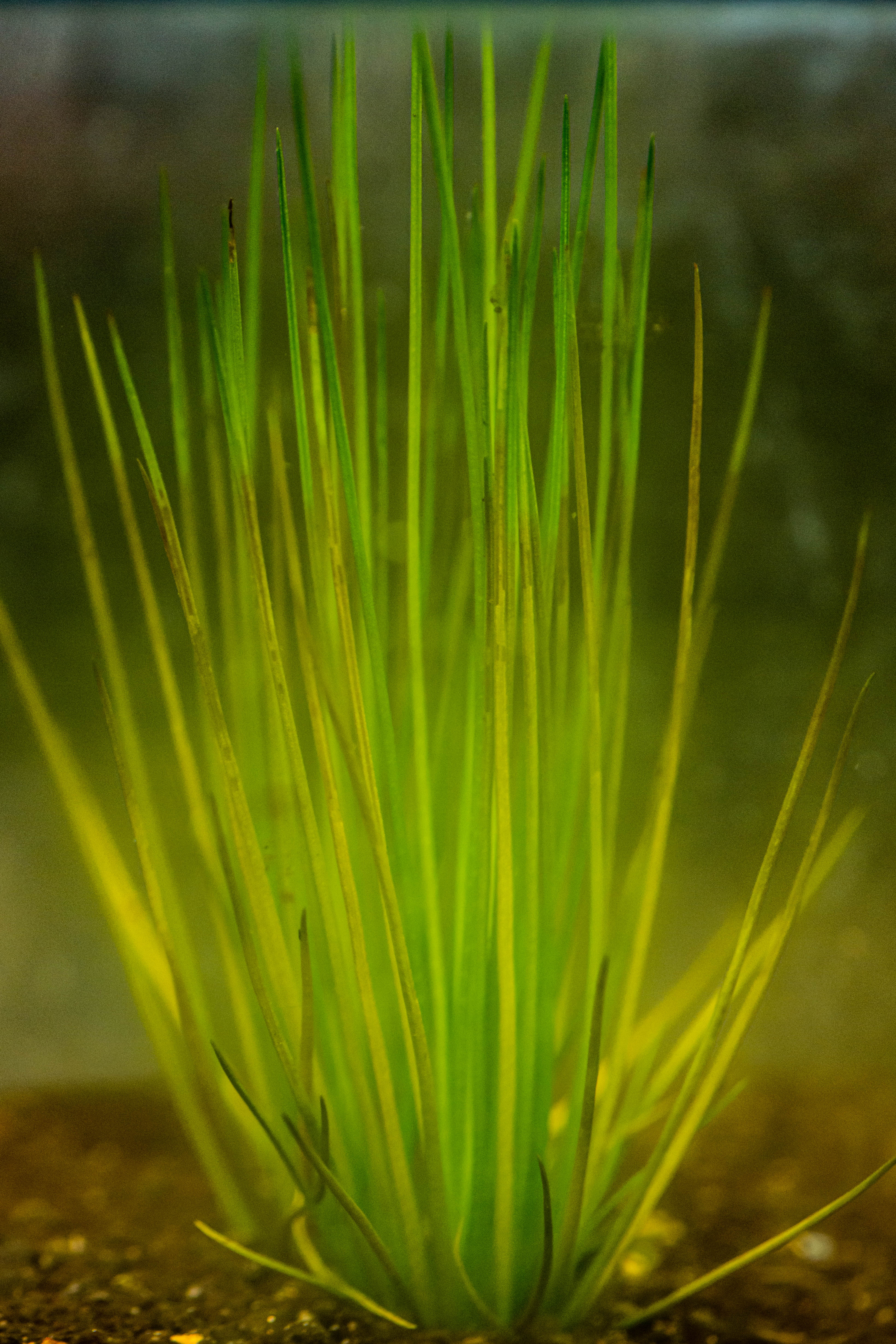
Isoetes japonica

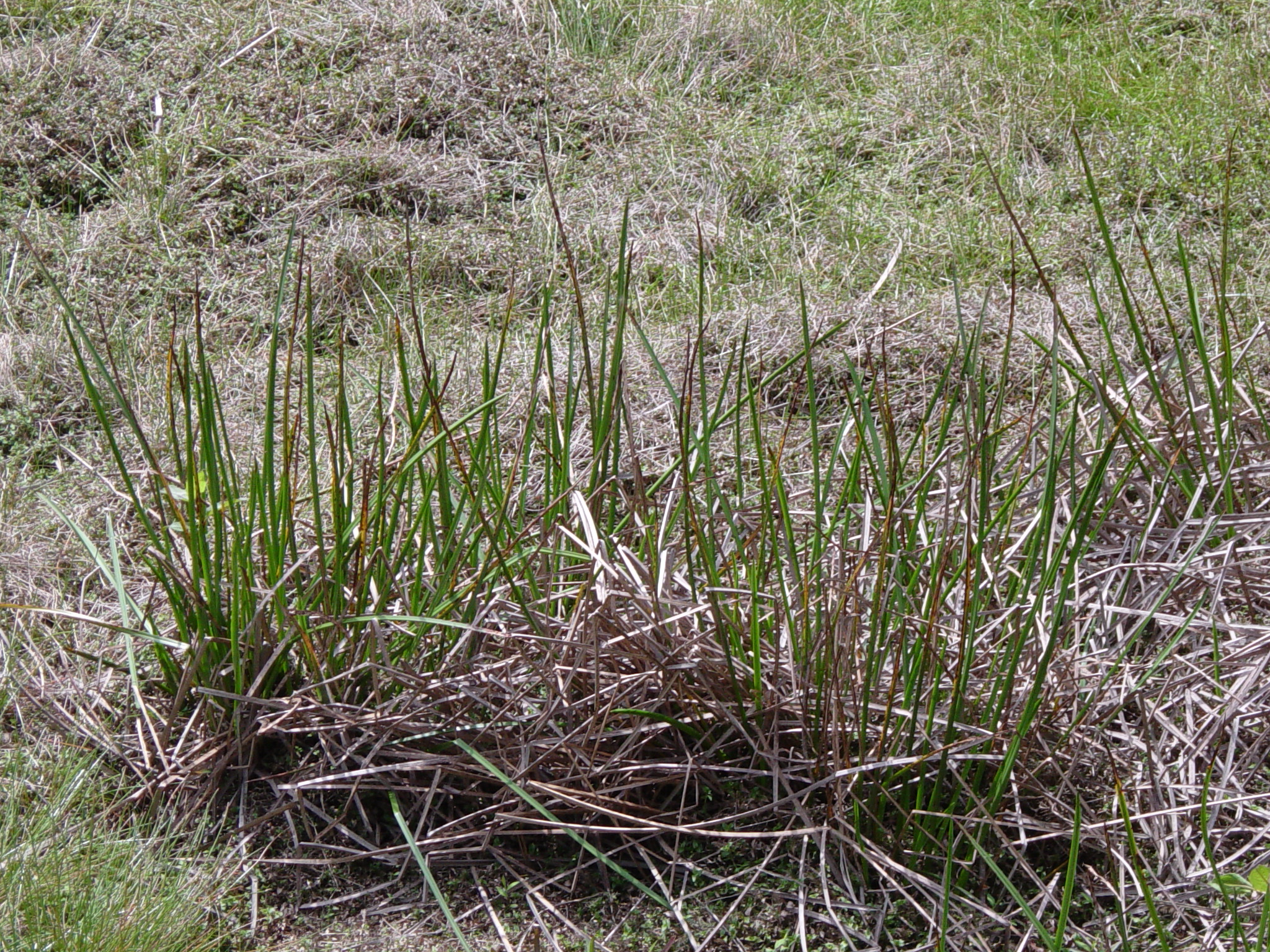
Isoetes taiwanwnsis

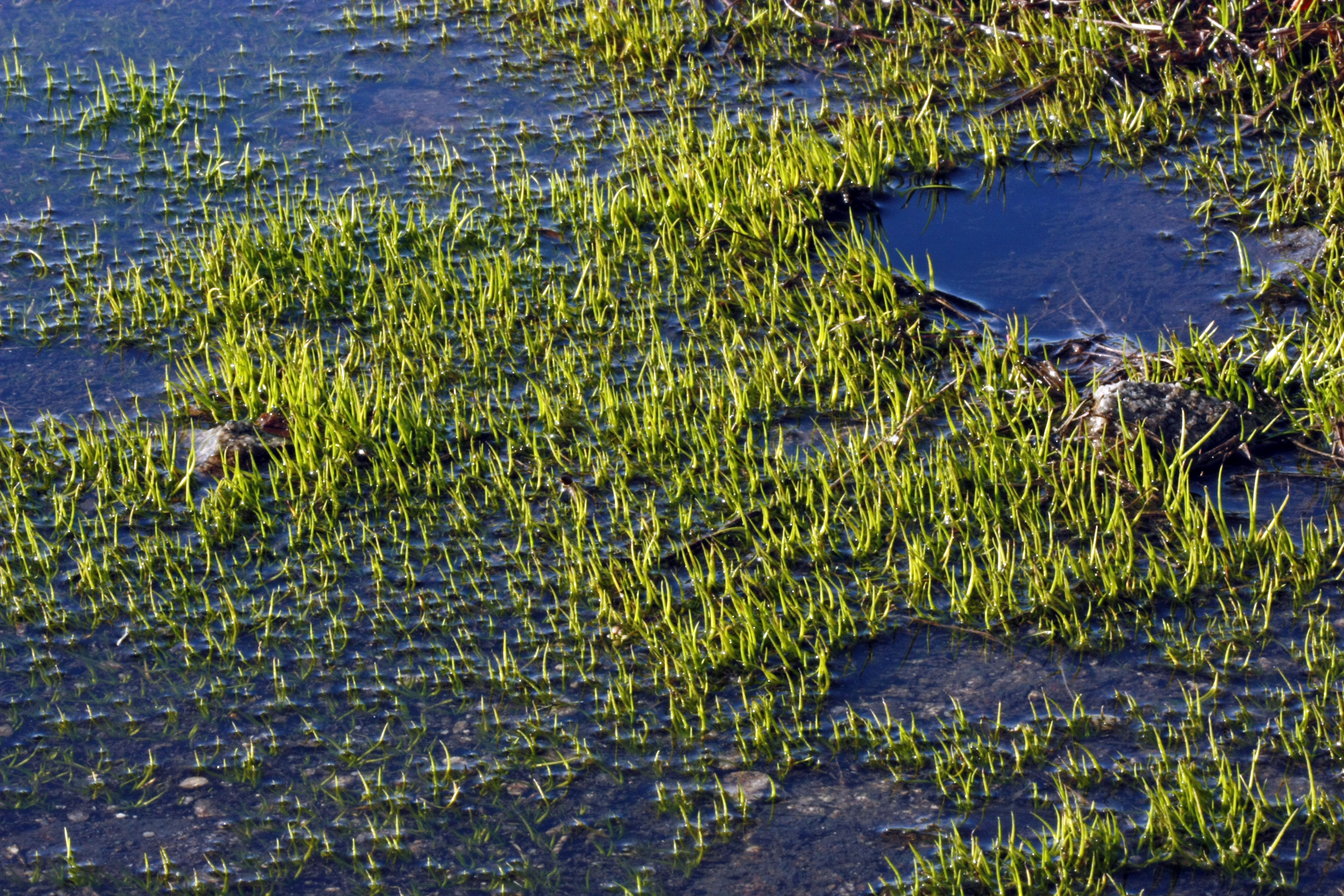
Isoetes melanospora

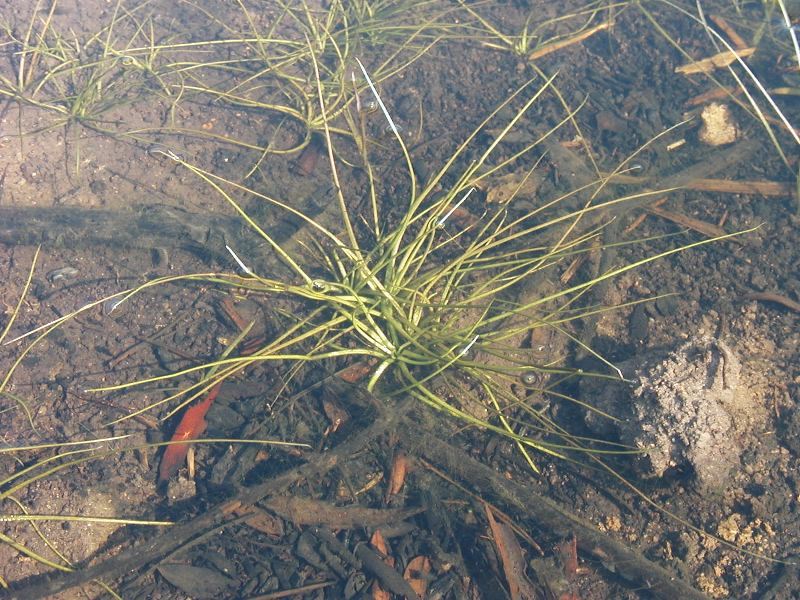
Isoetes velata

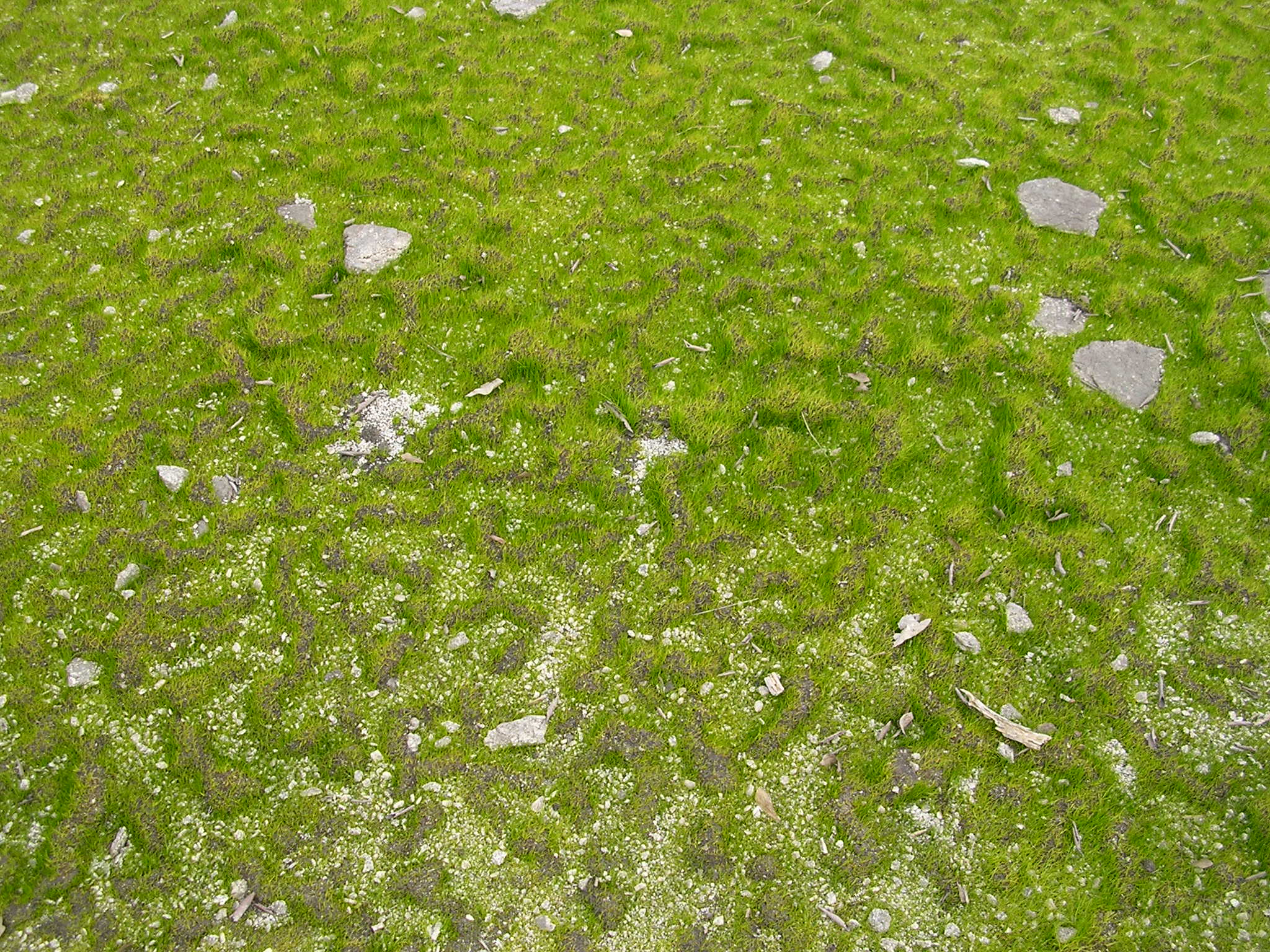
Isoetes tegetiformans

Calamaria Boehm., Cephaloceraton Gennari., Isoetella Gennari., Stylites Amstutz, Subularia Ray.
Pozycja systematyczna i podział
Jedyny współczesny rodzaj z rodziny poryblinowatych Isoëtaceae Dumort., Anal. Fam. Pl.: 67. 1829 z klasy widłaków. Wyróżniane są dwa podrodzaje, które bywały podnoszone do rangi rodzajów – Stylites i Isoetes. Ten pierwszy obejmuje dwa gatunki występujące w Andach, będące roślinami naziemnymi, o pędzie wznoszącym się rozgałęziającym się dychotomicznie i nierozgałęzionych korzeniach. Podrodzaj Isoetes obejmuje wszystkie pozostałe rośliny – w większości wodne, tworzące kępy – mające pęd skrócony i nierozgałęziony, za to rozgałęziające się korzenie. Dawniej dzielono rodzaj ze względu na ekologię roślin, liczbę ryzoforów lub cechy budowy makrospor, ale były to podziały sztuczne.
Kopalne formy poryblinów, znane często tylko z zarodników, znane są od triasu i zaliczane są do rodzaju Isoëtites Münster, 1842. Za blisko spokrewniony z poryblinami (także włączany do poryblinowatych) uznawany jest także kopalny rodzaj Nathorstianella M.F.Glaessner & V.R.Rao, 1955 znany z kredy wczesnej.
Rodzina poryblinowatych należy do rzędu poryblinów (poryblinowców) uznawanego za siostrzany względem wymarłych lepidofitów (lepidodendrowców) Lepidodendrales, wraz z którymi tworzy grupę siostrzaną rzędu widliczkowców Selaginalles – najbliżej spokrewnionych z poryblinami współczesnych roślin.
Wykaz gatunków
- Isoetes abyssinica Chiov.
- Isoetes acadiensis Kott
- Isoetes aemulans J.P.Roux
- Isoetes aequinoctialis Welw. ex A.Br.
- Isoetes alcalophila S.Halloy
- Isoetes alpina Kirk
- Isoetes alstonii C.F.Reed & Verdc.
- Isoetes × altonharvillii Musselman
- Isoetes amazonica A.Br.
- Isoetes anatolica Prada & Rolleri
- Isoetes andicola (Amstutz) L.D.Gómez
- Isoetes andina Spruce ex Hook.
- Isoetes appalachiana D.F.Brunt. & D.M.Britton
- Isoetes araucaniana Macluf & Hickey
- Isoetes asiatica (Makino) Makino
- Isoetes attenuata C.R.Marsden & Chinnock
- Isoetes australis S.Williams
- Isoetes azorica Durieu
- Isoetes baculata Hickey & H.P.Fuchs
- Isoetes biafrana Alston
- Isoetes bischlerae H.P.Fuchs
- Isoetes bolanderi Engelm.
- Isoetes boliviensis U.Weber
- Isoetes boomii Luebke
- Isoetes boryana Durieu
- Isoetes boyacensis H.P.Fuchs
- Isoetes bradei Herter
- Isoetes brasiliensis H.P.Fuchs
- Isoetes brevicula E.R.L.Johnson
- Isoetes × brittonii D.F.Brunt. & W.C.Taylor
- Isoetes × bruntonii Knepper & Musselman
- Isoetes butleri Engelm.
- Isoetes cangae J.B.S.Pereira, Salino & Stützel
- Isoetes capensis
- Isoetes × carltaylorii Musselman
- Isoetes caroli E.R.L.Johnson
- Isoetes chubutiana Hickey, Macluf & W.C.Taylor
- Isoetes coromandelina L.f.
- Isoetes creussensis Lazare & S.Riba
- Isoetes cristata C.R.Marsden & Chinnock
- Isoetes cubana Engelm.
- Isoetes delalandei J.Lloyd
- Isoetes delilei (Bory) Rothm.
- Isoetes dispora Hickey
- Isoetes dixitii Shende
- Isoetes × dodgei A.A.Eaton
- Isoetes drummondii A.Braun
- Isoetes durieui Bory
- Isoetes × eatonii R.Dodge
- Isoetes echinospora Durieu – poryblin kolczasty
- Isoetes × echtuckerii D.F.Brunt. & D.M.Britton
- Isoetes ecuadoriensis Aspl.
- Isoetes ekmanii U.Weber
- Isoetes elatior A.Braun
- Isoetes eludens J.P.Roux, Hopper & Rhian J.Sm.
- Isoetes engelmannii A.Braun
- Isoetes escondidensis S.Halloy
- Isoetes eshbaughii Hickey & H.P.Fuchs
- Isoetes × fairbrothersii J.D.Montgom. & W.C.Taylor
- Isoetes flaccida Shuttlew.
- Isoetes fluitans M.I.Romero
- Isoetes × foveolata A.A.Eaton
- Isoetes fuliginosa R.L.Small & Hickey
- Isoetes fuscomarginata H.P.Fuchs
- Isoetes gardneriana Kunze ex A.Braun
- Isoetes georgiana Luebke
- Isoetes giessii Launert
- Isoetes gigantea U.Weber
- Isoetes × gopalkrishnae S.K.Singh, P.K.Shukla & N.K.Dubey
- Isoetes graniticola D.F.Brunt.
- Isoetes gunnii A.Braun
- Isoetes gymnocarpa (Gennari) A.Braun
- Isoetes habbemensis Alston
- Isoetes hallasanensis H.K.Choi, Ch.Kim & J.Jung
- Isoetes × harveyi A.A.Eaton
- Isoetes haussknechtii Troìa & Greuter
- Isoetes hawaiiensis W.C.Taylor & W.H.Wagner
- Isoetes heldreichii Wettst.
- Isoetes hemivelata R.L.Small & Hickey
- Isoetes × herb-wagneri W.C.Taylor
- Isoetes herzogii U.Weber
- Isoetes hewitsonii Hickey
- Isoetes × hickeyi W.C.Taylor & Luebke
- Isoetes hieronymi U.Weber
- Isoetes histrix Bory
- Isoetes hopei J.R.Croft
- Isoetes howellii Engelm.
- Isoetes humilior A.Braun
- Isoetes hypsophila Hand.-Mazz.
- Isoetes inflata E.R.L.Johnson
- Isoetes jaegeri Pitot
- Isoetes jamaicensis Hickey
- Isoetes japonica A.Braun
- Isoetes × jeffreyi D.M.Britton & D.F.Brunt.
- Isoetes jejuensis H.K.Choi, Ch.Kim & J.Jung
- Isoetes junciformis D.F.Brunt. & D.M.Britton
- Isoetes karstenii A.Braun
- Isoetes killipii C.V.Morton
- Isoetes kirkii A.Braun
- Isoetes labri-draconis N.R.Crouch
- Isoetes lacustris L. – poryblin jeziorny
- Isoetes laosiensis C.Kim & H.K.Choi
- Isoetes lechleri Mett.
- Isoetes libanotica Musselman, Bolin & R.D.Bray
- Isoetes lithophila N.Pfeiff.
- Isoetes longissima Bory – poryblin sycylijski[9]
- Isoetes louisianensis Thieret
- Isoetes luetzelburgii U.Weber
- Isoetes macrospora
- Isoetes malinverniana Ces. & De Not.
- Isoetes × marensis D.M.Britton & D.F.Brunt.
- Isoetes maritima Underw.
- Isoetes martii A.Braun
- Isoetes mattaponica Musselman & W.C.Taylor
- Isoetes maxima Hickey, Macluf & Link-Pérez
- Isoetes melanopoda J.Gay & Durieu
- Isoetes melanospora Engelm.
- Isoetes melanotheca Alston
- Isoetes mexicana Underw.
- Isoetes × michinokuana M.Takamiya, Mits.Watan. & K.Ono
- Isoetes microvela D.F.Brunt.
- Isoetes minima A.A.Eaton
- Isoetes mississippiensis S.W.Leonard, W.C.Taylor, Musselman & R.D.Bray
- Isoetes mongerensis E.R.L.Johnson
- Isoetes montana U.Weber
- Isoetes mourabaptistae J.B.S.Pereira, P.G.Windisch, Lorscheitt. & Labiak
- Isoetes muelleri A.Braun
- Isoetes naipiana P.G.Windisch, Lorscheitt. & Nervo
- Isoetes nana J.B.S.Pereira
- Isoetes neoguineensis
- Isoetes nigritiana A.Br.
- Isoetes nigroreticulata Verdc.
- Isoetes × novae-angliae D.F.Brunt. & D.M.Britton
- Isoetes novogranadensis H.P.Fuchs
- Isoetes nuttallii A.Braun
- Isoetes occidentalis L.F.Hend.
- Isoetes olympica A.Br.
- Isoetes orcuttii A.A.Eaton
- Isoetes organensis U.Weber
- Isoetes orientalis Hong Liu & Q.F.Wang
- Isoetes ovata N.Pfeiff.
- Isoetes pallida Hickey
- Isoetes palmeri H.P.Fuchs
- Isoetes panamensis Maxon & C.V.Morton
- Isoetes × paratunica D.F.Brunt., Mochalova & A.A.Bobrov
- Isoetes parvula Hickey
- Isoetes pedersenii H.P.Fuchs ex E.I.Meza & Macluf
- Isoetes perralderiana Durieu & Letourn. ex Milde
- Isoetes perrieriana Iversen
- Isoetes philippinensis Merr. & L.M.Perry
- Isoetes phrygia (Boiss.) Hausskn.
- Isoetes piedmontana (N.Pfeiff.) C.F.Reed
- Isoetes pitotii Alston
- Isoetes precocia R.L.Small & Hickey
- Isoetes pringlei Underw.
- Isoetes prototypus D.M.Britton & Goltz
- Isoetes pseudojaponica M.Takamiya, Mits.Watan. & K.Ono
- Isoetes × pseudotruncata D.M.Britton & D.F.Brunt.
- Isoetes pusilla C.R.Marsden & Chinnock
- Isoetes quiririensis J.B.S.Pereira & Labiak
- Isoetes ramboi Herter
- Isoetes riparia Engelm. ex A.Braun
- Isoetes sabatina Troìa & Azzella
- Isoetes saccharata Engelm.
- Isoetes sahyadrii Mahab.
- Isoetes saracochensis Hickey
- Isoetes savatieri Franch.
- Isoetes schweinfurthii A.Br.
- Isoetes sehnemii H.P.Fuchs
- Isoetes septentrionalis D.F.Brunt.
- Isoetes serracarajensis J.B.S.Pereira, Salino & Stützel
- Isoetes setacea Lam.
- Isoetes sinensis T.C.Palmer
- Isoetes smithii H.P.Fuchs
- Isoetes spannagelii H.P.Fuchs
- Isoetes spinulospora C.Jermy & Schelpe
- Isoetes stellenbossiensis A.V.Duthie
- Isoetes stephanseniae A.V.Duthie
- Isoetes stevensii J.R.Croft
- Isoetes storkii T.C.Palmer
- Isoetes taiwanensis De Vol
- Isoetes tamaulipana Mora-Olivo, A.Mend. & Mart.-Aval.
- Isoetes tegetiformans Rury
- Isoetes tenella Léman ex Desv.
- Isoetes tennesseensis Luebke & Budke
- Isoetes tenuifolia Jermy
- Isoetes tenuissima Boreau
- Isoetes texana Singhurst, Rushing & W.C.Holmes
- Isoetes todaroana Troìa & Raimondo
- Isoetes toximontana Musselman & J.P.Roux
- Isoetes transvaalensis C.Jermy & Schelpe
- Isoetes triangula U.Weber
- Isoetes tripus A.Braun
- Isoetes truncata Clute
- Isoetes tuckermanii A.Braun ex Engelm.
- Isoetes tuerckheimii Brause
- Isoetes udupiensis P.K.Shukla, G.K.Srivast., S.K.Shukla & P.K.Rajagopal
- Isoetes ulei U.Weber
- Isoetes valida Clute
- Isoetes vanensis M.Keskin & G.Zare
- Isoetes vermiculata Hickey
- Isoetes viridimontana M.A.Rosenthal & W.C.Taylor
- Isoetes weberi Herter
- Isoetes welwitschii A.Br. ex Kuhn
- Isoetes wormaldii Sim
- Isoetes yunguiensis Q.F.Wang & W.C.Taylor